# Продолговатый ящик
«Продолговатый ящик» — рассказ американского писателя Эдгара Аллана По, впервые опубликованный в 1844 году, о морском путешествии и таинственном ящике.

## Краткое изложение сюжета

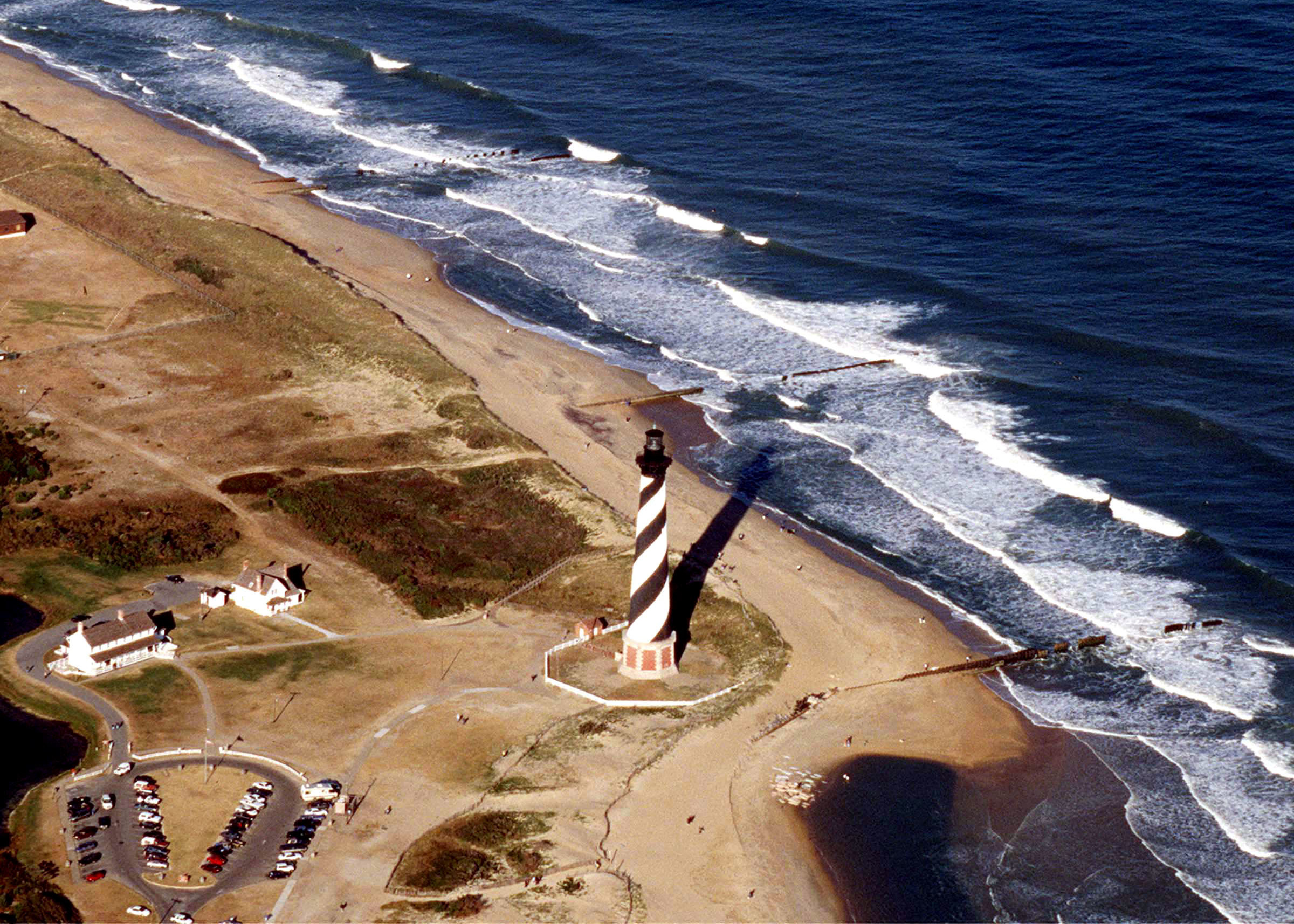
«Индепенденс» тонет у мыса Гаттерас (на рисунке).

История начинается с того, что неназванный рассказчик повествует о летнем морском путешествии из Чарльстона, Южная Каролина, в Нью-Йорк на борту корабля «Индепенденс». Рассказчик узнаёт, что его старый друг по колледжу Корнелиус Уайет находится на борту с женой и двумя сестрами, хотя он зарезервировал три каюты. Предположив, что дополнительная комната предназначалась для слуги или дополнительного багажа, он узнаёт, что его друг принес на борт продолговатый сосновый ящик: «Он был примерно шесть футов в длину и два с половиной в ширину». Рассказчик отмечает его своеобразную форму и особенно странный запах, исходящий от него. Тем не менее, он предполагает, что его друг приобрёл особенно ценную копию «Тайной вечери» Леонардо да Винчи. Рассказчик никогда не встречал жену Уайета, но слышал, что она женщина «непревзойденной красоты, остроумия и дарований».
Рассказчик с удивлением узнаёт, что загадочный ящик делит каюту с Уайетом и его женой, а вторую комнату делят две сестры. В течение нескольких ночей рассказчик становится свидетелем того, как удивительно непривлекательная жена его друга покидает каюту около 11 часов и уходит в третью каюту, прежде чем вернуться первым делом утром. Пока её нет, рассказчик слышит, как его друг открывает ящик и рыдает. Рассказчик приписывает это «художественному энтузиазму» своего друга.
Когда «Индепенденс» проходит мимо мыса Хаттерас, на него обрушивается ужасный шторм. Эвакуация с повреждённого корабля осуществляется на спасательной шлюпке, но Уайет отказывается расставаться с ящиком. Он обращается с эмоциональной мольбой к капитану Харди, но получает отказ. Уайет возвращается на корабль и привязывает себя к ящику верёвкой. «В следующее мгновение и тело, и ящик оказались в море — исчезли внезапно, сразу и навсегда».
Примерно через месяц после происшествия рассказчик случайно встречает капитана. Харди объясняет, что на самом деле в ящике, гробу, был труп недавно умершей молодой жены Уайета. Он намеревался вернуть тело её матери, но пронесение трупа на борт вызвало бы панику среди пассажиров. Поэтому капитан Харди принял меры, чтобы зарегистрировать гроб как обычный багаж. Поскольку и Уайета, и его жена уже были зарегистрированы в качестве пассажиров, за жену Уайета выдавала себя их горничная, чтобы не вызывать подозрений.

## История создания
При написании «Продолговатого ящика» По вспомнил свой опыт, когда много лет назад служил солдатом в форте Мултри, установив точку посадки корабля из Чарльстона, Южная Каролина, в Нью-Йорк. Район Чарльстона также упоминается в рассказах По «Золотой жук» и «Мистификация с воздушным шаром». Всего за несколько месяцев до публикации «Продолговатого ящика» По пережил собственное морское путешествие, перебравшись в Нью-Йорк на пароходе. Его жена, Вирджиния, начала проявлять признаки болезни двумя годами ранее, в 1842 году. Рассказ «Продолговатый ящик» был также частично основан на убийстве Сэмюэля Адамса Джоном К. Кольтом, братом оружейника-изобретателя Сэма Кольта. Эта история доминировала в нью-йоркской прессе в то время. Джон К. Кольт избавился от тела Адамса, положив его в ящик и засыпав солью. Имя главного героя рассказа, Уайет, вероятно, произошло от имени профессора Томаса Уайета, автора, чью работу По перевел в «Первой книге конхолога».

## История публикации
Первоначально По предложил рассказ Натаниэлю Паркеру Уиллису для New Mirror, но Уиллис предположил, что она лучше подходит для Opal, подарочной книги, которую редактировала Сара Джозефа Хейл. Впервые рассказ был опубликован 28 августа 1844 года в Dollar Newspaper в Филадельфии. Он также был опубликован в сентябре 1844 года в журнале Godey’s Magazine and Lady’s Book, редактором которых также была Хейл. История была также перепечатана в The Broadway Journal в субботнем выпуске от 13 декабря 1845 года.

## Анализ
Джеймс Хатчиссон, биограф По, приравнивает «Продолговатый ящик» к серии «рационаций» или детективных рассказов По, в которую входит «Убийства на улице Морг». Скотт Пиплз также сравнивает «Продолговатый ящик» с этим жанром, но отмечает, что это не совсем детективный рассказ, поскольку в нём не акцентируется персонаж сыщика и его метод. Пиплз также отмечает, что главный герой «неуклюж», потому что позволяет своим личным представлениям перевешивать вещественные доказательства, что приводит его к неверным выводам. В исследовании «О По» учёный Дж. Джеральд Кеннеди увидел в этой истории сатиру. Он писал: «Хотя „Продолговатый ящик“ не является основным произведением в каноне По, благодаря гротескным неверным толкованиям рассказчика он представляет умную сатирическую версию героя-детектива».

## Адаптации
NBC Short Story показал драматическое прочтение «Продолговатого ящика» в 1950-х годах. Оно доступно на Archive.org.
Фильм 1969 года режиссёра Гордона Хесслера с Винсентом Прайсом в главной роли носит название «Продолговатый ящик». Это вольная адаптация рассказа По.
CBS Radio Mystery Theater, работавшее с января 1974 по декабрь 1982 года, сделало адаптацию «Продолговатого ящика», которая вышла в эфир 8 января 1975 года. Она также доступна на сайте archive.org.